# 科鲁瓦莱埃蒙维尔
科鲁瓦莱埃蒙维尔（法語：Cauroy-lès-Hermonville，法語發音：[koʁwa lɛ ɛʁmɔ̃vil]，意为“埃蒙维尔附近的科鲁瓦”）是法国马恩省的一个市镇，位于该省西北部，属于兰斯区。

## 地理
科鲁瓦莱埃蒙维尔（49°20'56"N, 3°55'29"E）面积10.27 平方千米，位于法国大東部大區马恩省，该省份为法国东北部内陆省份，北起阿登省，西北接埃纳省，西南接塞纳-马恩省，南至奥布省，东南接上马恩省，东临默兹省。
与科鲁瓦莱埃蒙维尔接壤的市镇（或旧市镇、城区）包括：贝尔梅里库尔、布旺库尔、埃蒙维尔、卢瓦夫尔、科尔米西。

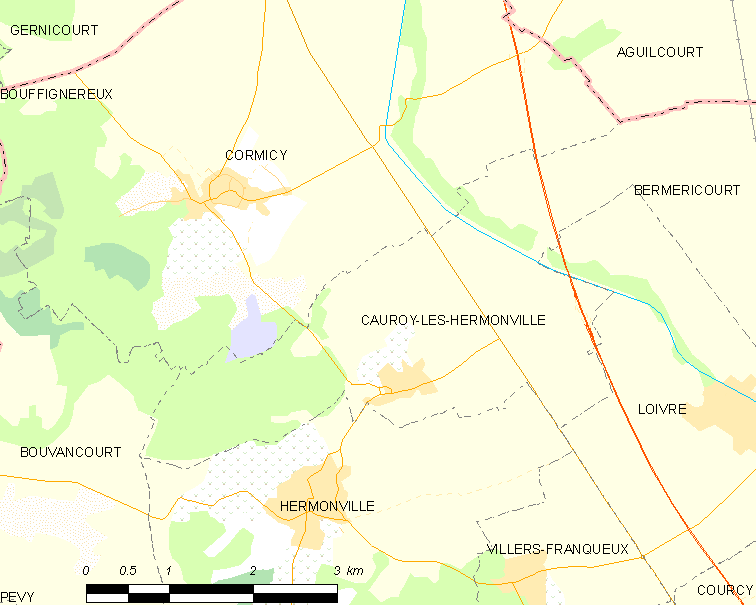
科鲁瓦莱埃蒙维尔的OSM定位图

科鲁瓦莱埃蒙维尔的时区为UTC+01:00、UTC+02:00（夏令时）。

## 行政
科鲁瓦莱埃蒙维尔的邮政编码为51220，INSEE市镇编码为51102。

## 政治
科鲁瓦莱埃蒙维尔所属的省级选区为勃艮第-弗雷讷县。

## 人口

1962-2008年间科鲁瓦莱埃蒙维尔人口变化图示

科鲁瓦莱埃蒙维尔于2022年1月1日时的人口数量为504人。